# Chris Slade
Chris Slade (Pontypridd, Glamorgan, Dél-Wales, 1946. október 30.) brit zenész, aki a Manfred Mann’s Earth Band, az Asia, a Uriah Heep és az AC/DC együttes dobosa is volt.

## Karrierje
Slade együtt dolgozott Gary Numannel, Tom Jones-szal, Olivia Newton-Johnnal, és Uriah Heeppel. 1972-től 1978-ig Manfred Mann együttesének tagja volt. Az 1980-as évek elején Slade játszott Paul Rodgersszel és Jimmy Page-dzsel is a Firmben, valamint a Pink Floyd együttesből David Gilmourral. Hosszú, és változatos karriert futott be, és most is turnézik. Zenei karrierjét 1963-tól vezetik.
Az AC/DC dobosa volt 1989–1994 között, miután átvette Simon Wright helyét a világhírű együttesben. A The Razors Edge lemezen és a lemezbemutató Monsters of Rock világturnén volt hallható.  Angus Young szerint a legjobb zenész volt az AC/DC-ben. ("Slade was the best musician in AC/DC." – ANGUS YOUNG) Eredetileg csak ideiglenes tag lett volna, de a Razors Edge album kiadása utáni világ körüli turnén is végig részt vett, majd 1993-ban felvették a Big Gun kislemezt is. Öt év után helyét az eredeti AC/DC-dobos, Phil Rudd vette át.
1999 és 2005 között az Asia tagja volt, amellyel két albumot rögzített.
2015-ben már ismét tagja az AC/DC-nek. Az eredeti dobos, Phil Rudd bírósági ügyei miatt kilépett. Chris pedig a 2015-ös Grammy-díjátadón debütált. Két dalt adtak elő, a már méltán híres Highway to Hell-t, amit még Bon Scott sajnálatos halála előtt írtak. A második pedig a legújabb albumon található Rock or Bust volt. Ezt az albumot még Phil Ruddal vették fel.[forrás?]

## Albumok
Albumok, melyekben játszott:
- 1965. május – "Along Came Jones" – Tom Jones
- 1966. január –  "A-Tom-ic Jones" – Tom Jones
- 1966. augusztus – "From The Heart" – Tom Jones
- 1967. március – "Green, Green Grass of Home" – Tom Jones
- 1967. június – "Live: at the Talk of the Town" – Tom Jones
- 1967. november – "13 Smash Hits" – Tom Jones
- 1968. július – "Delilah" – Tom Jones
- 1970 – "Toomorrow" – Toomorrow (Featuring Olivia Newton-John)
- 1971 – "How Come The Sun" – Tom Paxton
- 1972 – "Manfred Mann's Earth Band" – Manfred Mann
- 1972 – "Glorified Magnified" – Manfred Mann
- 1973 – "Messin'" – Manfred Mann
- 1973 – "Solar Fire" – Manfred Mann
- 1974 – "The Good Earth" – Manfred Mann
- 1975 – "Nightingales and Bombers" – Manfred Mann
- 1976 – "The Roaring Silence" – Manfred Mann
- 1978 – "Watch"
- 1978 – Terra Nova – Terra Nova
- 1979 – "Crazy Love" – Kai Olsson
- 1979 – "Falling In Love" – Frankie Miller
- 1980. február – "Conquest" – Uriah Heep
- 1985. február – "The Firm" – The Firm
- 1986. február – "Mean Business" – The Firm
- 1990 – "The Razors Edge" – AC/DC
- 1991 – "Live: At Donington" VHS/DVD – AC/DC
- 1992 – "Big Gun" – AC/DC
- 1993 – "Last Action Hero" Soundtrack v AC/DC
- 2001 – "Aura" – Asia
- 2004 – "Silent Nation" –Asia
- 2006. július – "Raw" – Damage Control